# Sinon (Sword Art Online)
Asada Shino (朝田 詩乃) là một nhân vật hư cấu xuất hiện trong bộ light novel  và Anime Sword Art Online của  Kawahara Reki. Cô thường được biết đến với biệt danh Sinon (シノン, Shinon), tên người chơi của cô trong Gun Gale Online và ALfheim Online. Cô xuất hiện lần đầu trong bản tiểu thuyết có tựa đề Phantom Bullet và mùa thứ hai của anime Sword Art Online.

## Sáng tạo nhân vật
Trong một cuộc phỏng vấn với người sáng tác loạt phim Sword Art Online là Reki Kawahara, tác giả   cho biết các nhân vật nữ trong Sword Art Online không dựa trên bất cứ ai mà ông biết, ông nói rằng "Tôi không tạo ra một nhân vật, bối cảnh, hoặc bất cứ điều gì mà tôi biết. Tôi không biết chính xác, nhưng bằng cách nào đó, ý tưởng tuyệt vời của tôi hoặc một số cảm xúc ẩn giấu đã tạo ra các nhân vật.

## Tiểu sử
Khi cô hai tuổi, cha cô qua đời trong một vụ tai nạn xe hơi. Tám năm sau, trong lúc đang ở bưu điện, một tên cướp mang súng đã cố gắng bắn một phụ nữ mang thai, nhưng hắn bị mất kiểm soát sau khi Shino cắn vào tay. Sau đó, cô bắn  ba lần vào tên cướp, giết chết người đàn ông đó.  Kể từ đó, cô luôn sợ những khẩu súng.  Kết quả là, cô bị bắt nạt ở trường bởi các bạn của mình, với một khẩu súng ngón tay là đủ để kích hoạt nỗi ám ảnh của cô. Để giúp quên nỗi sợ hãi, Kyōji Shinkawa đã thuyết phục cô tham gia Gun Gale Online, vũ khí chính của cô là súng trường bắn tỉa "PGM Ultima Ratio Hecate II", sau khi cô kiếm được sau khi đánh bại một con quái vật.
Ngay trước giải đấu Bullet of Bullets (BoB), Sinon gặp Kirito, quyết định giúp anh ta sau khi tin rằng anh ta là nữ do avatar của Kirito. Sau khi giới tính thật của Kirito được tiết lộ, Sinon khá tức giận thậm chí chẳng muốn gặp anh ta,  nhưng họ gặp lại nhau trong BoB. Cả hai phải đối mặt với Death Gun, người khiến nỗi hãi của của Sinon tái phát sau khi hắn ta tiết lộ vũ khí là một khẩu súng lục Type 54, cũng là vũ khí mà cô đã sử dụng trong vụ nổ súng bưu điện. Cô được Kirito giải cứu và cả hai trốn thoát, mặc dù rất sợ tấn công Death Gun, nhưng với sự giúp đỡ của Kirito, Sinon vượt qua nỗi sợ hãi của mình và hai người cùng đánh bại Death Gun. Sau đó, cả hai kết thúc giải đấu với tư cách là người đồng chiến thắng. Sau khi đăng xuất khỏi GGO, Shino được Shinkawa đến thăm, người chúc mừng cô đã giành được BoB. Tuy nhiên, vì tức giận Kirito, anh tấn công cô với ý định tự sát cả hai, và tiết lộ mình là một trong những người tạo ra Death Gun. Shino cố gắng chống lại và trốn thoát, nhưng bị Shinkawa chặn lại trước khi cô có thể ra khỏi nhà; Kirito bất ngờ đến và cố gắng giúp đỡ. Cuối cùng, Shinkawa bị đánh gục.
Sau vụ xả súng tử thần, Sinon dường như đã vượt qua nỗi sợ hãi và đang bước tiếp sau vụ việc, không còn bị các bạn cùng lớp đe dọa sử dụng súng nữa. Tại quán cà phê của Agil, Shino lần đầu gặp mặt Asuna, Rika và Sachie Osawa (người phụ nữ đã sống sót sau vụ tai nạn ở bưu điện). Sau tất cả mọi chuyện, Sinon đã đồng ý tham gia  Alfheim Online cùng Kirito và mọi người.